# Конрад II фон Вьолпе
Конрад II фон Вьолпе (на немски: Conrad II von Wölpe; Konrad von Wolpe; на латински: Conradus comes de Wellepa; † 23 юли 1255 / 22 септември 1257) е граф на Вьолпе.

## Произход
Той е единственият син на граф Бернхард II фон Вьолпе († 28 януари 1221) и втората му съпруга Кунигунда фон Вернигероде († сл. 25 март 1259), дъщеря на граф Албрехт III фон Вернигероде и съпругата му фон Кверфурт.

## Фамилия
Конрад II се жени пр. 1245 г. за графиня Салома фон Лимер, дъщеря на граф Хилдеболд II фон Роден-Лимер († ок. 1228) и Хедвиг фон Олденбург-Олденбург († 1228), дъщеря на граф Мориц I фон Олденбург-Олденбург и Салома фон Викероде. Те имат децата:
- Бурхард II († 25 януари 1289/15 април 1290), женен I пр. 20 август 1272 г. за Елизабет фон Холщайн (* ок. 1260; † 1274/1284), II. за Ерменгард († сл. 1284)
- Бернхард III фон Вьолпе († 17 септември 1310), имперски граф на Вьолпе, архиепископ на Магдебург (1279 – 1282) и на Бремен (1307 – 1310)
- Ото фон Вьолпе († 1307/22 юли 1308), домпропст на Минден, 1298 г. граф на Вьолпе, женен пр. 1300 г. за Рихарда фон Текленбург († сл. 1309), понеже няма мъжки наследник продава графството през 1301 г. на граф Ото фон Олденбург-Делменхорст.
- Гебхард фон Вьолпе († сл. 16 април 1260), каноник в Магетеборх
- Хедвиг фон Вьолпе († сл. 24 юли 1278), омъжена за граф Лудолф фон Олденбург-Алтбруххаузен († 1278)